# 스파르타 로테르담

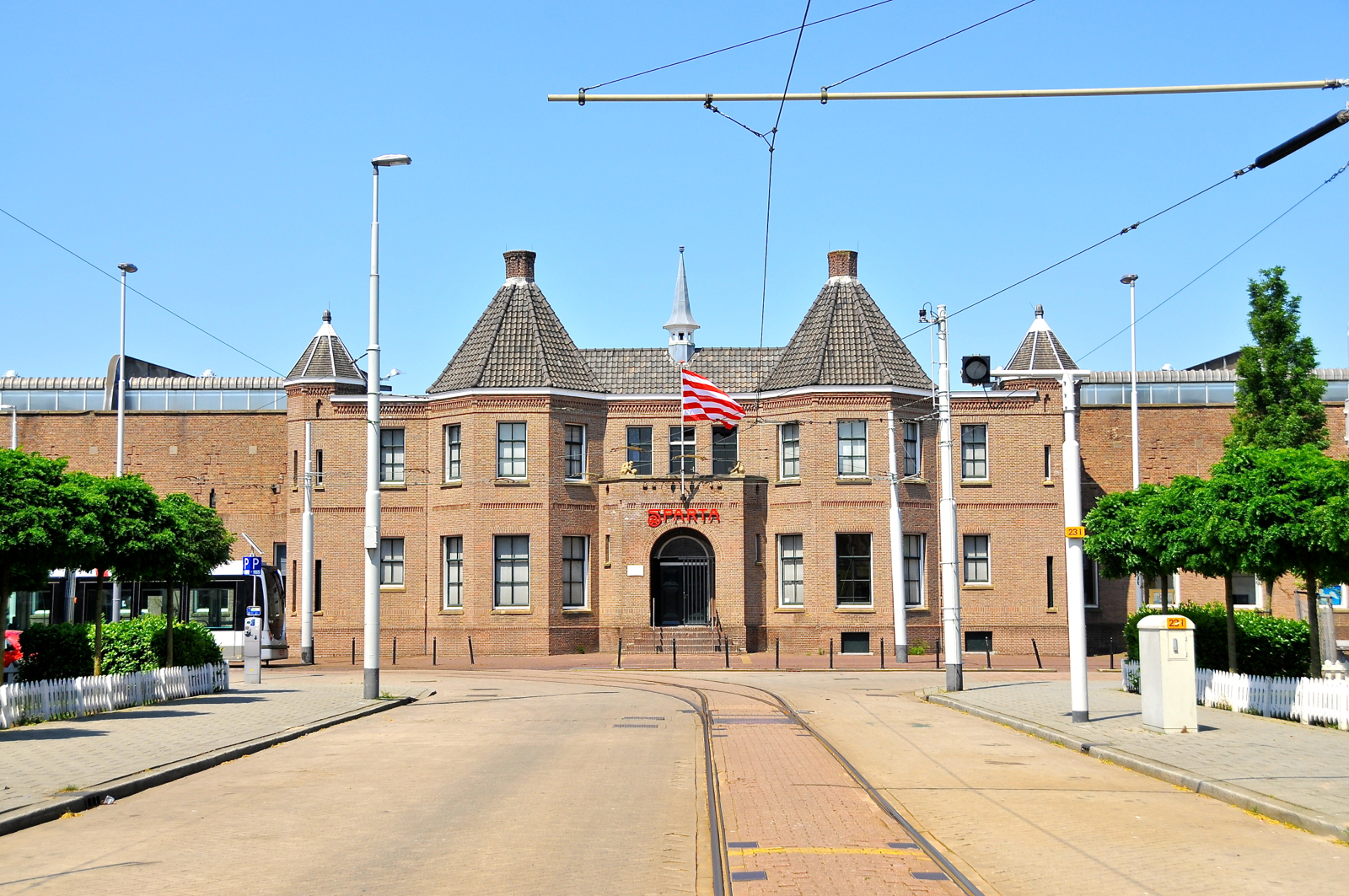

스파르타 로테르담(네덜란드어: Sparta Rotterdam)은 1888년 4월 1일에 창단된 네덜란드 로테르담의 축구 클럽으로, 네덜란드의 축구 클럽 가운데 가장 오랜 역사를 자랑한다. 현재 에레디비시에서 활동하고 있다.
SBV 엑셀시오르(1902년 창단), 페예노르트(1908년 창단)와 더불어  로테르담의 프로 축구팀 중 하나이다.

## 성적
- 에레디비시 우승

우승 (6): 1909, 1911, 1912, 1913, 1915, 1959
- KNVB 컵 우승

우승 (3): 1958, 1962, 1966
- UEFA 챔피언스리그 / 유러피언컵
  - 8강 1959-60

## 선수 명단

### 현역
참고: FIFA 자격 규정에 따라 소속된 국가대표팀 국기를 표시합니다. 선수는 복수의 FIFA 비회원국 국적을 가지고 있을 수 있습니다.
| 번호 | 포지션 | 국적   | 이름          |
| ---- | ------ | ------ | ------------- |
| 2    | DF     | 코모로 | 사이드 바카리 |

| 번호 | 포지션 | 국적       | 이름                   |
| ---- | ------ | ---------- | ---------------------- |
| -    | MF     | 아이슬란드 | 크리스티안 뇌크비 린슨 |
| -    | FW     | 아이슬란드 | 뇌크비 세이르 토리손   |

## 역대 감독
| 감독              | 임기        |
| ----------------- | ----------- |
| 프랑크 레이카르트 | 2001 ~ 2002 |
| 딕 아드보카트     | 2017 ~ 2018 |
| 모리스 스테인     | 2022 ~ 2023 |
| 모리스 스테인     | 2024 ~      |